# Campeonato de Apertura 1942
Campeonato de Apertura 1942 var den sjunde upplagan av den chilenska fotbollsturneringen Campeonato de Apertura. Turneringen bestod av tio lag, alla från huvudstaden Santiago. Turneringen samordnades av Santiagos Fotbollsförbund och vanns av Santiago National. 

## Gruppspel
De tio lagen delades in i två grupper med fem lag i vardera grupp. Varje gruppvinnare gick vidare till final och varje grupptvåa till en match om tredje pris. Om lag slutade på samma poäng fick omspelsmatcher spelas.

### Grupp A
| Plac. | Lag                  | S | V | O | F | GM | IM | MSK | Poäng |
| ----- | -------------------- | - | - | - | - | -- | -- | --- | ----- |
| 1     | Santiago Morning     | 4 | 2 | 1 | 1 | 11 | 5  | +6  | 5     |
| 2     | Santiago Badminton   | 4 | 2 | 1 | 1 | 16 | 8  | +8  | 5     |
| 3     | Audax Italiano       | 4 | 2 | 1 | 1 | 7  | 12 | -5  | 5     |
| 4     | Colo-Colo            | 4 | 1 | 1 | 2 | 13 | 14 | -1  | 3     |
| 5     | Universidad de Chile | 4 | 0 | 2 | 2 | 5  | 13 | -8  | 2     |

#### Omspel
De tre lagen, Santiago Morning, Santiago Badminton och Audax Italiano, fick möta varandra i ett omspel för att avgöra vilka lag som skulle gå vidare till final. Det slutade med att Santiago Badminton gick till final. Till spelet om tredje pris gick både Audax Italiano och Santiago Morning.

### Grupp B
| Plac. | Lag                  | S | V | O | F | GM | IM | MSK | Poäng |
| ----- | -------------------- | - | - | - | - | -- | -- | --- | ----- |
| 1     | Santiago National    | 4 | 2 | 1 | 1 | 13 | 8  | +5  | 5     |
| 2     | Unión Española       | 4 | 1 | 2 | 1 | 6  | 5  | +1  | 4     |
| 3     | Green Cross          | 4 | 2 | 0 | 2 | 7  | 9  | -2  | 4     |
| 4     | Magallanes           | 4 | 1 | 2 | 1 | 4  | 6  | -2  | 4     |
| 5     | Universidad Católica | 4 | 0 | 3 | 1 | 2  | 4  | -2  | 3     |

#### Omspel
Omspel spelades för att avgöra vilket lag som skulle komma på andra plats och därmed ta en plats i matchen om tredje pris. I omspelet skulle alla lag på plats två till fyra, nämligen Unión Española, Green Cross och Magallanes, deltaga men Magallanes drog sig ur varför omspelet endast spelades mellan Unión Española och Green Cross.

## Match om tredje pris
Eftersom tre lag deltog i spelet om det tredje priset så planerades det för tre matcher. Om ett lag skulle lyckas vinna båda sina två matcher skulle det laget koras som tredje pris-tagare.